# Johan Wellens
Johan Wellens (Hasselt, 14 februari 1956) is een voormalig Belgisch wielrenner. Hij was profrenner van 1979 tot en met 1985. Hij reed tijdens zijn carrière voornamelijk voor Belgische wielerteams. Hij behaalde in zijn carrière vier zeges, vooral in minder bekende wedstrijden. Hij is tevens de broer van Paul Wellens en Leo Wellens die ook het beroep van wielrenner hebben beoefend. Hij is ook de oom van Tim Wellens.

## Belangrijkste overwinningen
1978
- 3e etappe deel b Triptyque Ardennaise

1980
- Beringen
- 1e etappe Omloop der Vlaamse Ardennen

1981
- Brussel-Ingooigem

## Resultaten in voornaamste wedstrijden
| Jaar | Ronde van Italië | Ronde van Frankrijk | Ronde van Spanje |
| ---- | ---------------- | ------------------- | ---------------- |
| 1981 |                  | 117e                |                  |
| 1982 | opgave           |                     |                  |
| 1984 |                  |                     |                  |

| Jaar | Parijs-Roubaix |
| ---- | -------------- |
| 1981 |                |
| 1982 |                |
| 1984 | 34e            |